# Алињикур
Алињикур (фр. Hallignicourt) насеље је и општина у североисточној Француској у региону Шампањ-Арден, у департману Горња Марна која припада префектури Сен Дизје.
По подацима из 2011. године у општини је живело 292 становника, а густина насељености је износила 24,62 становника/km². Општина се простире на површини од 11,86 km². Налази се на средњој надморској висини од 132 метара.

## Демографија
| 1962. | 1968. | 1975. | 1982. | 1990. | 1999. | 2011. |
| ----- | ----- | ----- | ----- | ----- | ----- | ----- |
| 299   | 320   | 441   | 363   | 335   | 286   | 292   |

График промене броја становника у току последњих година